# Université de technologie de Clausthal
L’université de technologie de Clausthal (autrefois École des mines de Clausthal), implantée depuis 1775 à Clausthal-Zellerfeld, en Basse-Saxe, est l'une des plus petites universités d'Allemagne. Dans les classements fédéraux elle se classe cependant régulièrement dans le groupe de tête pour les Sciences de l'ingénieur et les Sciences Naturelles,,. Au début de l'année 2011, une entreprise sur six du DAX avait dans son directoire au moins un ancien élève de Clausthal, et deux d'entre elles avaient même un ancien élève comme président,,,,.
Cette école d'ingénieurs, avec une proportion d'environ 30 % d'étudiants étrangers, est l'une des plus cosmopolites d'Allemagne,.

## Histoire

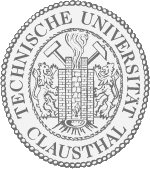
Le sceau historique de l'école témoigne de l'origine de l'université technique d'aujourd'hui : un bas-fourneau pour la Métallurgie, une pioche et une masse pour les mines.

La richesse en minerais du sous-sol du Hartz est à l'origine de la prospérité de la région, devenue au XVIIIe siècle un haut-lieu de l'extraction de matières premières, et elle justifiait l'ouverture d’une telle école. La date de fondation retenue est 1775 : cette année-là, l'intendant des mines de Clausthal, von Reden introduisit un cycle de formation d'une année pour les techniciens des mines et forges, initiative qui répondait au programme édicté par le conseiller général des Mines Friderici, intitulé Neue Schuleinrichtungen oder Plan zur gemeinnützigen Einrichtung großer und kleiner Schulen (Clausthal: Wendeborn 1775). Ces cours s'inspiraient de la pédagogie pratiquée par le lycée de Clausthal, qui avait été instituée par Henning Calvör. Ils se sont instituionnalisés en 1811 pour former l’École des Mines de la Division du Hartz (Bergschule für die Harzdivision), suivant le Reglement über den für die Bergeleven in der Harzdivision bestimmten Unterricht in den berg- und hüttenmännischen Hülfs-Wissenschaften du 21 novembre 1810, édicté par le Ministre des Finances, du Commerce et de l'Artisanat du royaume de Westphalie, von Bülow. Rattachée ensuite brièvement à l'École forestière Royale de Prusse de Hannoversch Münden (1821-1844), le roi Georges V l'éleva au rang d’école des mines le 27 décembre 1864.
À partir de 1866, date de l'annexion du Hanovre par la Prusse, l'école des mines resta rattachée à la Direction des Mines de Clausthal, qui possédait déjà sa propre école professionnelle. La fusion des deux écoles fut stipulée le 20 mars 1869 par une directive du Ministre prussien du Commerce, de l'Industrie et des Travaux Publics, un véritable règlement, le Statut für die vereinigte Bergakademie und Bergschule, rédigé par l'Intendant des Mines Ernst Hermann Ottiliae et mis en application le 12 décembre 1873. Mais la fusion de ces deux établissements n'allant pas sans inconvénients, les autorités leur restituèrent leur autonomie au 1er avril 1906, et par ses nouveaux statuts du 6 avril 1908, elle devenait autonome vis-à-vis de l'Inspection des Mines et revendiquait son rattachement direct au Ministère du Commerce et de l'Industrie ; ces statuts faisaient toutefois de l'Intendant des Mines, comme représentant du Ministre, le curateur de l’École. Bientôt l’école des mines reçut une autorisation d'habilitation des thèses et le 29 janvier 1912 le roi accorda, par privilège suprême, le droit aux deux écoles des mines prussiennes, celles de Berlin et de Clausthal, de délivrer le diplôme d'ingénieur sur la base du contrôle continu, comme elles l'avaient fait jusque-là ; en outre, un ingénieur diplômé de Clausthal pouvait désormais préparer la thèse de docteur-ingénieur de l'Université de Berlin, sous la direction de professeurs de l’École de Clausthal. Par de nouveaux statuts, adoptés le 14 mai 1919, on substitua à la direction l’École un rectorat (comme pour les autres universités), et à l'automne 1920 elle obtint le droit de délivrer des thèses ; ces deux modifications couronnaient la promotion de l’école des mines ent tant qu’École Supérieure des Mines et de la Métallurgie. En 1934 l'établissement passa sous l’autorité du Ministre des Cultes, et en 1935 les dirigeants nazis le scindèrent en deux facultés.
La capitulation du IIIe Reich, en 1945, mit un terme aux fonctions du curateur de Clausthal, contrairement à d'autres universités (celle de Göttingen, par exemple). Le 19 février 1952, le conseil d'établissement adopta des statuts de transition, sans l’approbation formelle du ministre des Cultes, mais sans que ce dernier fasse de contre-proposition. Ces nouveaux statuts, qui restèrent en vigueur jusqu’en 1968, confirmèrent les fonctions de direction à un sénat, où le recteur était le représentant des écoles d'ingénieurs. Au cours des années 1960, la palette des enseignements fut considérablement élargie, avec l'incorporation des cursus traditionnels : génie minier, élaboration des métaux et droit des concessions, à des disciplines universitaires plus générales telles le Droit, les sciences économiques, la géologie, la géophysique et la métallurgie. Le 31 mai 1963, le ministre des cultes de Basse-Saxe autorisa l’« École des mines de Clausthal » à prendre le nom d’Institut de Technologie (Technische Hochschule) ; le 1er novembre 1966, le ministère régional rebaptisait l'École des mines : Institut de Technologie de Clausthalet enfin le 28 mars 1968 « Université de Technologie de Clausthal », pour accompagner une initiative du même ordre touchant les écoles de Brunswick et de Hanovre. Le ministère, se conformant pour la dernière fois à une tradition étatique bien prussienne, attribua aux trois universités une constitution. Celle de Clausthal instituait la participation des chercheurs et des étudiants à l'administration des facultés, au sénat et au conseil d'établissement, ainsi qu'à une nouvelle institution, la « chancellerie ». Malgré la portée expressément limitée de ces nouveaux statuts (ils ne devaient s’appliquer que jusqu'au 31 mai 1970), ils ne seront abolis, compte tenu de l'opposition, de la loi de pré-sélection du 26 octobre 1971 et de l'évolution du droit fédéral (loi-cadre des universités du 26 janvier 1976) qu'avec la loi-cadre du 17 février 1983 (décision du conseil)/ 28 septembre 1984 (décret ministériel de la Recherche et de l'Artisanat), en vertu de la loi universitaire de Basse-Saxe du 1er juin 1978.
Depuis le 1er janvier 2009, l'Université Technique de Clausthal (comme les Instituts de Technologie de Brunswick et de Hanovre) est membre des Niedersächsischen Technischen Hochschule (NTH). Cette fédération d'universités s'est fixé pour objectif de faire face à la compétition internationale par la coopération et la complémentarité des spécialités des trois établissements. Jusque-là, les trois Universités avaient entrepris, dans le cadre d’un Consortium Technicum de combler les insuffisances régionales en matière de planification, en accordant leurs enseignements entre elles.
Avec 89 professeurs, 410 collaborateurs scientifiques et 3500 étudiants, c'est aujourd'hui l'une des plus petites universités d'Allemagne. Elle se veut orientée vers les applications, ce que confirment un taux satisfaisant de financement entre les fonds de concours et les frais d'inscription, ainsi que la régularité de son classement fédéral. Par ses coopérations avec des universités étrangères (32 partenariats internationaux) et de nouveaux cursus (par ex. la gestion des retombées radioactives et chimiques), elle attire beaucoup d'étudiants étrangers, à concurrence de 40 % de ses effectifs.
Depuis sa fondation, l'université a accompagné les principales avancées techniques : l’emploi de turbines pour actionner les machines de levage et d'exhaure des mines, plusieurs procédés d'élaboration des métaux, la conception des monte-charges et ascenseurs pour gérer le flux des mineurs, le développement de entraînements bielle-manivelle à course prolongée pour le levage, l'invention du câble de traction, enfin des techniques topographiques de précision pour la délimitation des concessions, sont autant d'apport des ingénieurs de Clausthal. Plusieurs savants illustres, tels Gottfried Wilhelm Leibniz, Arnold Sommerfeld ou Friedrich Wilhelm Heinrich von Trebra, l'ami de Goethe, font partie de l'histoire de Clausthal.

## Nouveaux programmes de recherche

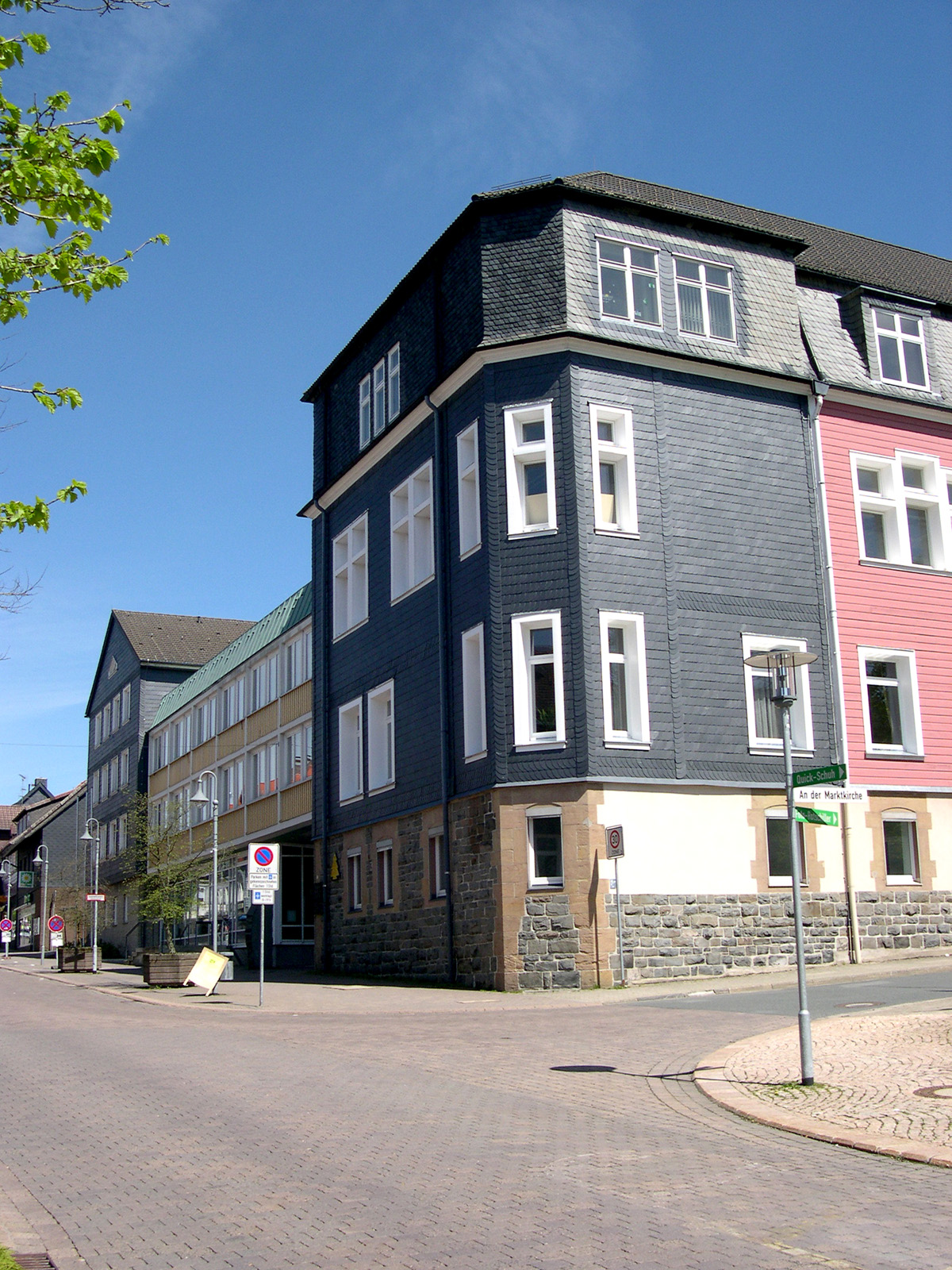
Le hall d'accueil de l'université de technologie.

Longtemps confinés au génie minier et à la métallurgie ainsi qu'aux sciences de la Terre, les cours et la recherche à Clausthal ont été notablement élargis au cours des années 1960. Ce changement s'est traduit par une ouverture aux sciences des matériaux et au génie des procédés, en passant par le génie mécanique, grâce à une formation plus approfondie en mathématiques et en sciences physiques. Le poids accru du génie mécanique et du génie des procédés a joué un rôle décisif dans la requalification de l’établissement en « université de technologie de Clausthal » en 1968.
Le centre de recherches COPES financé par la Communauté Européenne permet les échanges scientifiques internationaux en génie mécanique, en génie des procédés et dans le domaine de la protection des milieux. Clausthal a confirmé sa place par l'introduction de machines plus modernes, à la prospection pétrolière et gazière ou enfin à la recherche de nouvelles textures. L’institut est reconnu pour son implication dans divers projets dans le monde et en Basse-Saxe, ou les multiples prix de l'innovation décernés à des ingénieurs ou des junior-entreprises de l'Institut de Technologie de Clausthal.

## Organisation

### Facultés

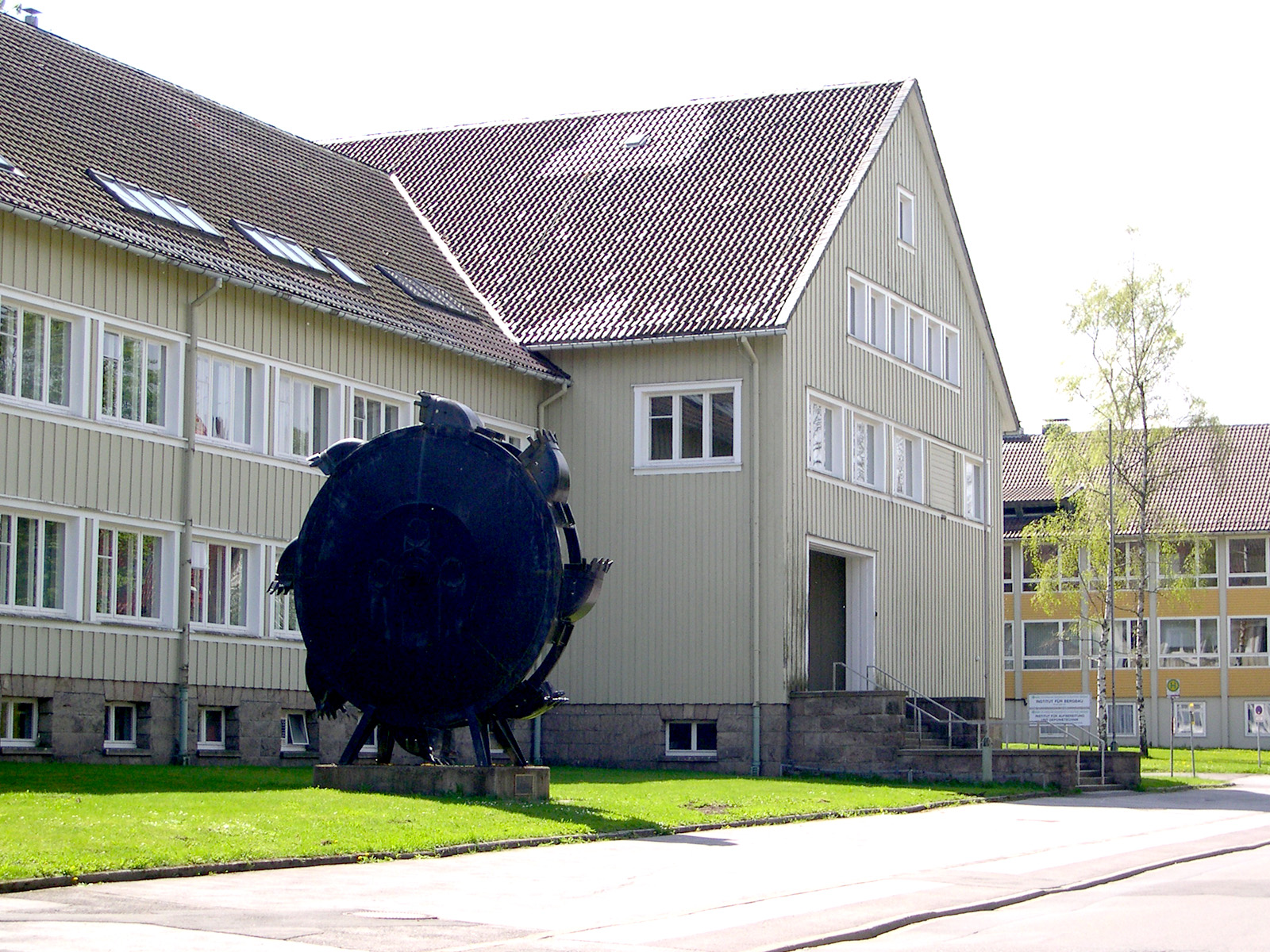
Institut des Mines de l'université de technologie de Clausthal

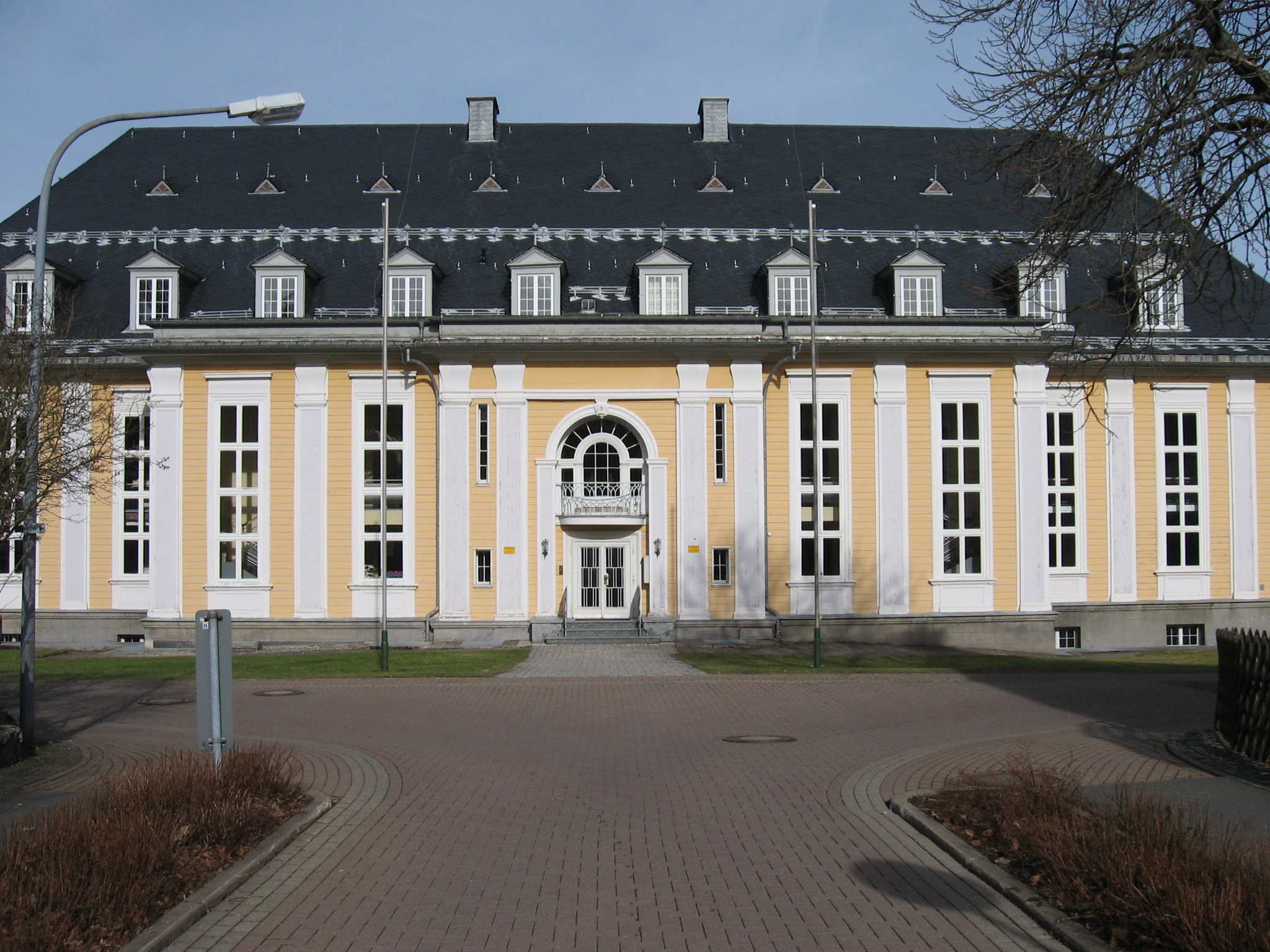
L’Aula Academica.

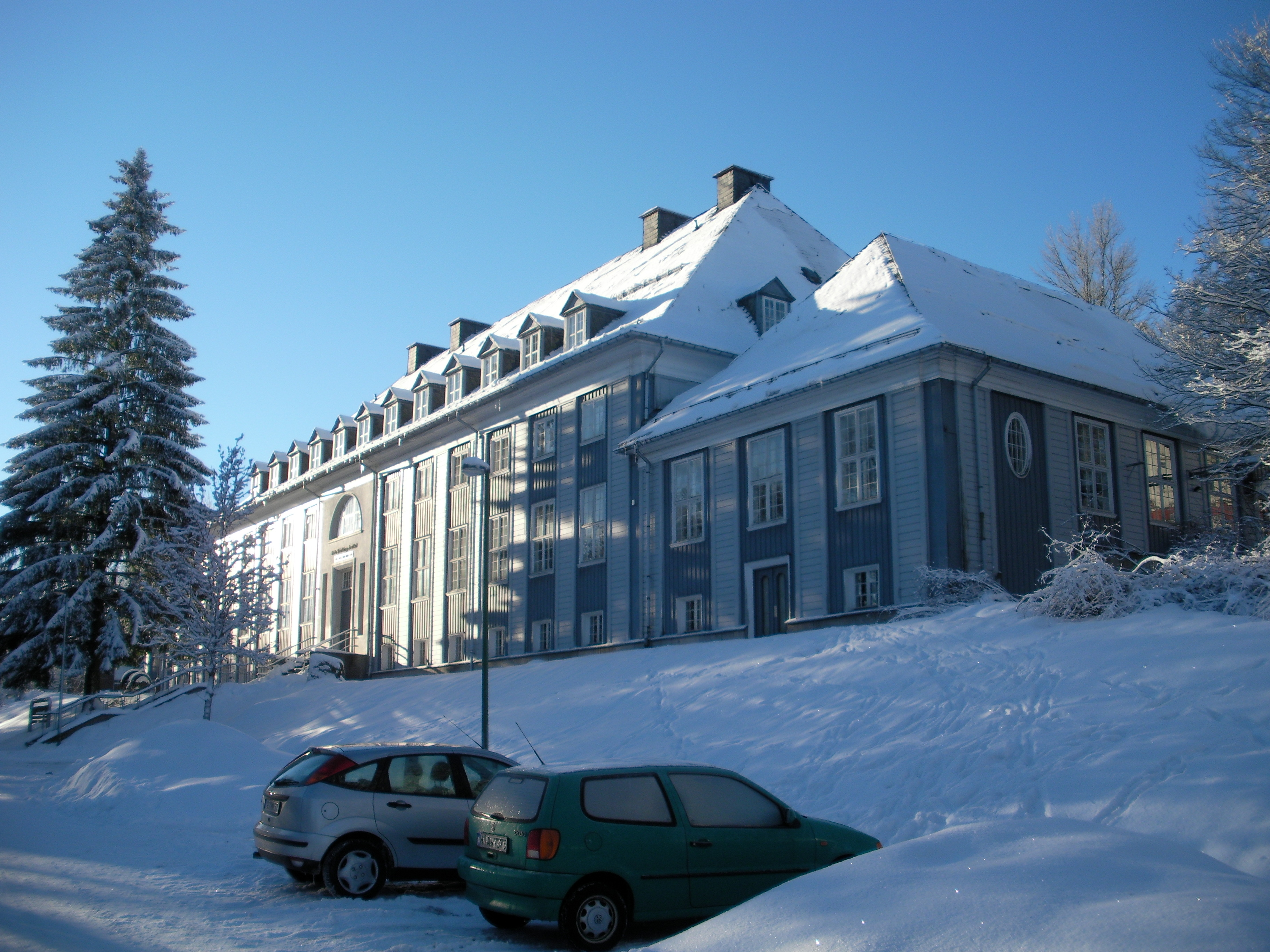
Institut de génie mécanique Fritz-Süchting.

Depuis le 1er avril 2005, le découpage en faculté, stipulé par la loi universitaire de Basse-Saxe, est entré en vigueur. La nouvelle structure par facultés reflète le profil de l'université de technologie de Clausthal et se distingue par sa forte interdisciplinarité.
- Faculté des sciences naturelles et des sciences des matériaux
- Faculté des sciences économiques
- Faculté de mathématiques, d'informatique et de mécanique

### Réorganisation selon le processus de Bologne
Le cursus de plusieurs filières a été restructuré selon le schéma licence-maîtrise dans le cadre du Processus de Bologne : la chimie, la géophysique, la géotechnique, le génie pétrolier et gazier, l'élaboration des céramiques, l’informatique, science des matériaux, les mathématiques, la métallurgie, les sciences physiques, etc.
Certaines disciplines ont dû être entièrement réorganisées ou annexées à d'autres : par exemple la géologie et le génie minier. Les étudiants qui étaient déjà engagés dans ces filières ont toutefois eu la possibilité d'achever leur formation conformément à l'ancien programme. Les sept derniers cursus professionnels ont été réorganisés selon le schéma licence-maîtrise à la fin de l'année civile 2009-10.

## Place au sein de l'université allemande

### Classement
- Selon le journal Die Zeit, 2012/2013 : première place pour le génie mécanique, l’informatique et l’économétrie[18]

Selon le classement CHE, publié chaque année dans Die Zeit, l’Université de Technologie de Clausthal se classe régulièrement aux premières places.
- Selon le journal Wirtschaftswoche, 2009 : Platz 5 unter den Unis mit den meisten Dax-Vorständen[19]

Le magazine économique Wirtschaftswoche a comparé en 2009, dans le cadre de son classement, « les universités des patrons du DAX. » L’Université de Technologie de Clausthal se classe 5e, avec un plus grand nombre de patrons en proportion de ses effectifs, que les établissements mieux classés.
- Selon le mensuel Junge Karriere (2008) : au 8e rang pour l'économétrie et au 11e rang pour le génie mécanique[20]
- ALTOP Verlag, 2008 : première place pour l’économétrie[21]

### Particularités
Au cours des dix dernières années, la proportion d'étudiants étrangers à la TUC a oscillé entre 25 % et 38 % ce qui, par rapport à la moyenne fédérale, est particulièrement élevé.
La nationalité la plus représentée est la République populaire de Chine avec environ 12 % à 20 % des étudiants. L'attrait des étudiants chinois pour cet établissement vient du fait qu'il figure dans le classement ABC, aux côtés de l’Université technique d’Aix-la-Chapelle et de l’Université technique de Berlin : cela fait, aux yeux des Chinois, de ces trois écoles les principales écoles d'ingénieur allemandes,,.
La réputation de Clausthal en Chine s'est trouvée renforcée depuis qu'elle a été reconnue par Wan Gang comme centre de formation des dirigeants chinois. En tant que Ministre de la Recherche et de la Technologie, il est depuis 2007 l'instance suprême pour la Recherche et progrès technique en République populaire.

## Personnalités liées à l'école
- Albrecht von Groddeck (1837-1887), géologue, professeur d'exploitation minière et directeur de l'école des mines de Clausthal de 1871 à 1887.
- Arnold Sommerfeld (1868–1951) à Munich, Allemagne) est un physicien théorique allemand.
- Paul Dahlke (1904-1984), acteur allemand.
- Wan Gang (né en 1952), ministre chinois de la science et de la technologie depuis le 27 avril 2007.
- Wilhelm Haarmann (1847-1931), chimiste allemand.
- Georg Kraus (né en 1965), un auteur allemand reconnu, il est aussi professeur spécialisé dans la gestion du changement et la gestion des projets[27].